# Альберіко Джентілі
Альберіко Джентілі (італ. Alberico Gentili; 14 січня 1552, м. Сан-Джинезіо — 19 червня 1608, м. Лондон, Англія) — італійський юрист, один із засновників науки міжнародного публічного права (позитивістського напряму); професор цивільного (римського) права Оксфордського університету, адвокат.

## Біографія
Був другим сином лікаря за фахом Маттео Джентілі та його дружини Лукреції (до шлюбу Петреллі).
Юридичну освіту здобував в Університеті Перуджі, де 22 вересня 1572 р. (у віці 20 років) отримав ступінь доктора цивільного (римського) права.

## Родина

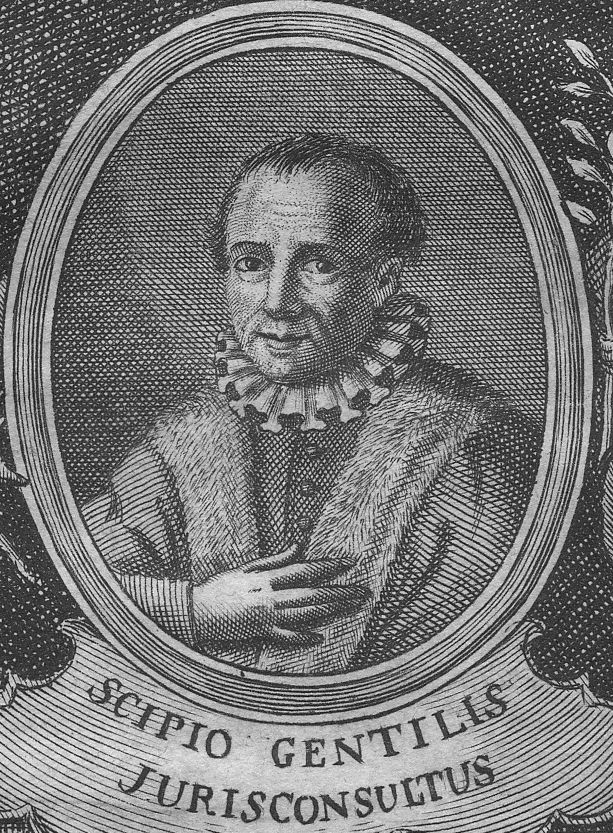

Брат А. Джентілі Сципіон також був відомим юристом.
1589 р. А. Джентілі одружився з француженкою Хестер де Пен (фр. Hester de Peigni або/також фр. Peigne), з якою в нього було двоє синів — Роберт та Метью. А. Джентілі також мав дочку Анну.
Син А. Джентілі Роберт був відомим поліглотом і перекладачем.

## Пам'ять
На батьківщині А. Джентілі у містечку Сан-Джинезіо працює наукова установа — Міжнародний центр вивчення наукової спадщини Джентілі (італ. Centro internazionale studi gentiliani); на головній площі Сан-Джинезіо А. Джентілі встановлений пам'ятник.

## Праці
- Gentili, Alberico. De Jure Belli Libri Tres. Translated by John Carew Rolfe. 2 vols. — Oxford: Clarendon Press, 1933 (Carnegie Classics of International Law series).
- Gentili, Alberico. De juris interpretibus dialogi sex. — Londini, 1582.
- Gentili, Alberico. De Unione Angliæ et Scotiæ Discursus. — Londini, 1605.